# Jan Frycz

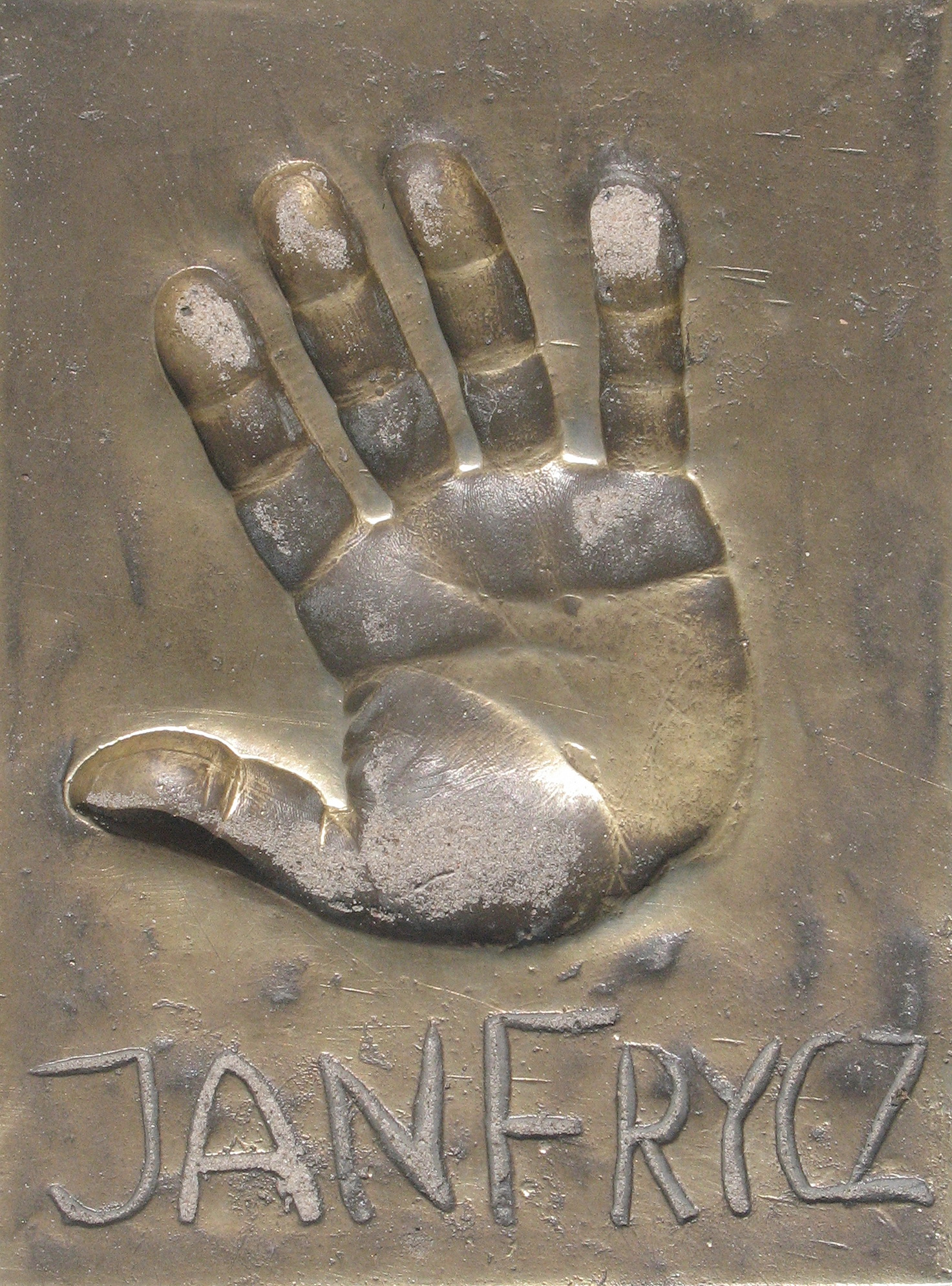
Odcisk dłoni i podpis J. Frycza w Alei Gwiazd w Międzyzdrojach

Jan Frycz (ur. 15 maja 1954 w Krakowie) – polski aktor teatralny, filmowy i telewizyjny.

## Kariera teatralna
W 1978 ukończył Państwową Wyższą Szkołę Teatralną im. Ludwika Solskiego w Krakowie w 1978. W teatrze zadebiutował w tym samym roku rolą Edmunda w Damach i huzarach Aleksandra Fredry w reżyserii Mikołaja Grabowskiego na deskach krakowskiego Teatru im. Juliusza Słowackiego.
Po studiach należał do zespołu scen warszawskich: Teatru Narodowego (1982–1983) oraz Teatru Polskiego (1983–1984). Od 1984 do 1989 roku był aktorem Teatru im. Słowackiego w Krakowie, a w 1989 roku związał się z Teatrem Starym. W 2006 roku przeszedł do Teatru Narodowego w Warszawie. W 2007 roku zagrał tragikomiczną postać Iwana Nikołajewicza Zachedryńskiego w Miłości na Krymie Sławomira Mrożka w reżyserii Jerzego Jarockiego. Reżyser, za zgodą autora sztuki, nieco zmodyfikował dramat konkretnie pod tę inscenizację. Od 2018 gra rolę Antonia w Burzy Williama Szekspira, w reżyserii Pawła Miśkiewicza.
W swoim bogatym dorobku ma wiele ról z rosyjskiej klasyki, m.in. Pieriedonowa w Małym biesie Sołoguba (1985), Astrowa w Wujaszce Wani (1993) i Wierszynina w Trzech siostrach (2001) Antona Czechowa, Pozdnyszewa w Sonacie kreutzerowskiej Lwa Tołstoja (1998). U Krystiana Lupy zagrał Iwana w Braciach Karamazow Fiodora Dostojewskiego (1990 i 1999), Poncjusza Piłata w Mistrzu i Małgorzacie Michaiła Bułhakowa (2002) oraz aktora Teatru Narodowego w Wycince Bernharda (2014).
Z Lupą współpracował wielokrotnie. Zagrał w jego Nadobnisiach i koczkodanach Witkacego (1977), Malte albo tryptyku marnotrawnego syna według prozy Rilkego (1991) i – przede wszystkim – w Lunatykach. Eschu, czyli Anarchi Brocha (1995), gdzie zdaniem wielu recenzentów stworzył jedną z najlepszych ról w całej swojej karierze.
Wystąpił również w klasyce literatury polskiej (m.in. Sawa w Śnie srebrnym Salomei Juliusza Słowackiego, 1992; ksiądz Piotr w Dziadach Adama Mickiewicza 1995) oraz światowej (m.in. Lear w Królu Learze Williama Szekspira 2000; Mozart w Amadeuszu Petera Shaffera; Adrian Leverkuhn w Doktorze Faustusie Thomasa Manna).
Aktor pojawia się również w Teatrze Telewizji. Grał w przedstawieniach m.in. Kazimierza Kutza (Astrow w Wujaszku Wani, 1994), Andrzeja Domalika (Mikołaj w Płatonowie Czechowa, 1992), Laco Adamíka (Edyp w Królu Edypie Sofoklesa, 1992), Jana Englerta (Hamlet w „Hamlecie” 1985, Iwanow w Iwanowie, 1995; Marek Antoniusz w Juliuszu Cezarze, 2005) czy Krystyny Jandy (Gilles w Małych zbrodniach małżeńskich, 2005).
W 1984 wystąpił jako Zenon Ziembiewicz w trzyczęściowej adaptacji Granicy Zofii Nałkowskiej (reż. Jan Błeszyński).

## Kariera filmowa
Na ekranie zadebiutował w Dagny (1976) Haakona Sandøy. W drugiej połowie lat 70. i w latach 80. skupił się głównie na pracy w teatrze, w filmie grywał niewiele, najczęściej role epizodyczne. Pamiętane role z tego okresu to: infantylny, egoistyczny uwodziciel w Zielonej miłości (1978) Stanisława Jędryki, brutalny ubek w Wiernych bliznach (1981) i hazardzista w Wielkim Szu (1982) Sylwestra Chęcińskiego.
Był aktywny także w latach 90. i później. Grywał bohaterów bardzo różnego typu. Najbardziej wyraziste kreacje Frycza to postaci osób skupionych, tłumiących emocje. Uznanie przyniosła mu rola wypalonego homoseksualisty w Egoistach (2000) Mariusza Trelińskiego, a także zagubionego na granicy snu i rzeczywistości przedwojennego inteligenta w Pożegnaniu jesieni (1990) tego samego reżysera. Jako zdesperowany partyzant wystąpił w Tam i z powrotem (2001) Wojciecha Wójcika. W Pornografii (2003) Jana Jakuba Kolskiego zagrał pułkownika, który w czasie II wojny światowej przechodzi załamanie nerwowe i nie może dalej walczyć, a w Pręgach (2004) Magdaleny Piekorz stworzył kreację despotycznego ojca. Jako amant wystąpił w Damie kameliowej (1994) w reżyserii Jerzego Antczaka.
Bardzo często pojawia się na drugim planie i w epizodach, w produkcjach zarówno ambitnych (Jerzy w Spisie cudzołożnic Jerzego Stuhra, Jefimow w Łagodnej Trelińskiego, malarz Jeremi w Dwu księżycach Andrzeja Barańskiego, komendant w Czarnych słońcach Zalewskiego), jak i tych przeznaczonych dla masowego widza (mąż Judyty w Nigdy w życiu!, Bobicki w Zakochanych, bandyta w To ja, złodziej, producent disco polo w Kochaj i rób co chcesz). Nie unika seriali, chociaż konsekwentnie rezygnuje z gry w długich tasiemcach i operach mydlanych. Jego rola w serialu HBO Ślepnąc od świateł, gdzie wcielił się w Daria − gangstera starej daty, spotkała się z bardzo dobrym odbiorem widzów.

## Życie prywatne
Jan Frycz jest w trzecim związku małżeńskim, ma córkę z pierwszego małżeństwa i pięcioro dzieci z drugiego małżeństwa. Jego córki Gabriela i Olga są aktorkami. Ma też trzech synów, Antoniego, Michała i Wojciecha i córkę Marię.

## Filmografia
- 1976: Na srebrnym globie jako Tomasz II
- 1976: Zielone, minione... jako Ludwik Konarzewski
- 1976: Dagny jako drukarz „Życia”
- 1978: Zielona miłość jako Paweł Budny
- 1980: Rycerz jako panicz
- 1981: Wierne blizny jako porucznik Stefan Madejski
- 1982–1986: Blisko, coraz bliżej jako Henryk Pasternik, syn Róży i Stanika
- 1982: Wielki Szu jako Jarek
- 1983: Nadzór jako więzień
- 1983: Mgła jako Alek
- 1986: Nieproszony gość jako bandyta Jarema
- 1987: Trzy kroki od miłości jako Andrzej Głowacki
- 1988: Crimen jako Stanisław Rosiński
- 1989: Dzień dobry i do widzenia jako on
- 1990: Pożegnanie jesieni jako „Bazakbal Atanazy”
- 1991: Obywatel świata jako Janek Borowski
- 1992: Czy ktoś mnie kocha w tym domu? jako dziennikarz Jan Burski
- 1992: Zwolnieni z życia jako Marek Wysocki
- 1992: Kawalerskie życie na obczyźnie jako Herman
- 1992: Czarne Słońca jako komendant
- 1993: Pożegnanie z Marią jako kierownik
- 1993: Dwa księżyce jako malarz Jeremi
- 1994: Spis cudzołożnic jako doktor Jerzy Zgółka, mąż Marii Magdaleny
- 1994: Dama kameliowa jako Armand Duval, kochanek Małgorzaty
- 1995: Pestka jako Józef, mąż Sabiny
- 1995: Łagodna jako porucznik Jefimow
- 1995: Horror w Wesołych Bagniskach jako Jerzy Wawicki
- 1996: Nocne graffiti jako Alex, przyjaciel Kossota
- 1996: Dzieci i ryby jako Piotr, partner Anny
- 1996: Dzień wielkiej ryby jako prezes
- 1997: Sława i chwała jako Janusz Myszyński (odc. 5, 6 i 7)
- 1997: Kochaj i rób co chcesz jako Werczek, producent disco polo
- 1999: Egzekutor jako Wiktor, brat Aleksa
- 2000: Zakochani jako Alfred Bobicki
- 2000: To ja, złodziej jako Cygan, członek bandy Maksa
- 2000: Egoiści jako Filip
- 2001: Tam i z powrotem jako Piotr Klimek
- 2001: Marszałek Piłsudski jako Stanisław Wojciechowski
- 2003: Zerwany jako Krótki, wychowawca w zakładzie poprawczym
- 2003: Powiedz to, Gabi jako biznesmen
- 2003: Zaginiona jako Marek Tokarski, ojciec zaginionej Uli
- 2003: Defekt jako prezes Obrysiak
- 2003: Pornografia jako pułkownik Siemian
- 2004: Niepochowany jako śledczy
- 2004: Pręgi jako Andrzej Winkler, ojciec Wojtka
- 2004: Oficer jako wicepremier Marek Ratyński
- 2004: Nigdy w życiu! jako Tomasz Kozłowski, były mąż Judyty
- 2004: Piekło niebo jako Ryszard Marchwiński
- 2005–2007: Magda M. jako Czerski (odc. 5, 6, 17 i 20)
- 2005–2007: Egzamin z życia jako Piotr Rudnicki
- 2005: Komornik jako prezes Chudy
- 2006: Nadzieja jako paser Gustaw
- 2006: Bezmiar sprawiedliwości jako mecenas Michał Wilczek
- 2006: Bezmiar sprawiedliwości jako mecenas Michał Wilczek
- 2006: Wszyscy jesteśmy Chrystusami jako kolega Adasia
- 2006: Francuski numer jako Stefan Kowalczyk
- 2006: Tylko mnie kochaj jako prezes
- 2007: Korowód jako Zdzisław Dąbrowski
- 2007: Tajemnica twierdzy szyfrów jako Hans Jacob Globcke
- 2007: Odwróceni jako generał Adam Potocki
- 2008: To nie tak, jak myślisz, kotku jako doktor Filip Hoffman
- 2008: Nieruchomy poruszyciel jako „Generał” Andrzej Gordon
- 2008: Izolator jako Ernest
- 2008: Jeszcze raz jako Michał Woroczyński
- 2010: Hotel 52 jako profesor Dębski (odc. 10, 18 i 20)
- 2010: Weekend jako komisarz
- 2010: Nie ten człowiek jako starszy aspirant
- 2010: Panoptikon
- 2010: Milczenie jest złotem jako Ben
- 2010: Różyczka jako pułkownik Wasiak
- 2011: 80 milionów jako major Bagiński
- 2011: Pokaż, kotku, co masz w środku jako doktor Filip Hoffman
- 2011: Wyjazd integracyjny jako prezes Gwidon Nochalski
- 2011: Och, Karol 2 jako psychoanalityk
- 2011: Warsaw dark jako Ernest
- 2012: Bejbi blues jako ojciec Kuby
- 2012: Ixjana jako Heller
- 2012: Sanctuary jako Jan Kuczyński
- 2012: Czas honoru jako Kazimierz Korytowski komunista
- 2013: Prawo Agaty jako Feliks Bitner
- 2014: Służby specjalne jako dyrektor stacji telewizyjnej
- 2014: Wilcze słońce jako pułkownik Franciszek Sigunda, oficer polskiego kontrwywiadu
- 2015: Hiszpanka jako Ignacy Jan Paderewski
- 2018: Ślepnąc od świateł jako gangster Dario
- 2018: Pech to nie grzech jako prezes
- 2019: Kurier jako generał Kazimierz Sosnkowski
- 2019: Odwróceni. Ojcowie i córki jako generał w stanie spoczynku Adam Potocki (odc. 2)
- 2019: Legiony jako Józef Piłsudski
- 2020: Jak zostałem gangsterem. Historia prawdziwa jako Daniel
- 2020: Psy 3. W imię zasad jako Panicz
- 2020: Zenek jako teść Zenka
- 2020: 25 lat niewinności. Sprawa Tomka Komendy jako więzień "Stary"
- 2020: Banksterzy jako Jan
- 2020: Asymetria jako nadkomisarz Strzelczyk
- 2020: Alicja i żabka jako lekarz
- 2020: Osiecka jako Wiktor Osiecki, ojciec Agnieszki
- 2021: Dom pod dwoma orłami jako ojciec Zosi
- 2021: Prawdziwe życie aniołów
- 2021: Gierek jako prymas Stefan Wyszyński
- 2021: Krime Story. Love Story jako ojciec Kamili
- 2021: Bartkowiak jako polityk
- 2021: Lokatorka jako pułkownik Jan

## Dubbing
- 2003: Gdzie jest Nemo? jako Żarło
- 2006: Karol. Papież, który pozostał człowiekiem jako Renato Buzzonetti, papieski lekarz
- 2016: Wiedźmin 3: Dziki Gon Krew i wino jako Regis
- 2016: Księga dżungli jako Shere Khan
- 2017: Piraci z Karaibów: Zemsta Salazara jako kapitan Salazar
- 2018: Avengers: Wojna bez granic jako Thanos
- 2019: Avengers: Koniec gry jako Thanos
- 2021: A gdyby…? jako Thanos

## Odznaczenia i nagrody
- 2015 – Złoty Medal „Zasłużony Kulturze Gloria Artis”[4]
- 2005 – Srebrny Medal „Zasłużony Kulturze Gloria Artis”[4]
- 2005 – Krzyż Oficerski Orderu Odrodzenia Polski za wybitne zasługi w pracy artystycznej[5]
- 1990 – Nagroda im. Aleksandra Zelwerowicza – przyznawana przez redakcję „miesięcznika „Teatr” – za sezon 1989/1990, za rolę w przedstawieniu „Opis obyczajów...” ks. Jędrzeja Kitowicza w Teatrze STU i rolę Iwana w „Braciach Karamazow” Fiodora Dostojewskiego w Starym Teatrze im. Heleny Modrzejewskiej w Krakowie.

- 2003 – 28. Festiwal Polskich Filmów Fabularnych w Gdyni:
  - Nagroda za drugoplanową rolę męską za Pornografię

- Polskie Nagrody Filmowe – Orły:
  - 2007 – nominacja Najlepszy aktor drugoplanowy za Korowód
  - 2004 – Najlepszy aktor drugoplanowy za Pręgi
  - 2003 – Najlepszy aktor drugoplanowy za Pornografię
  - 2002 – nominacja Najlepszy aktor drugoplanowy za Tam i z powrotem
  - 2001 – nominacja Najlepszy aktor drugoplanowy za Egoistów
  - 2000 – nominacja Najlepszy aktor drugoplanowy za Zakochanych

- Feliks Warszawski:
  - 2007 – nominacja Najlepszy aktor pierwszoplanowy za Miłość na Krymie

- Węże:
  - 2012 – Występ poniżej godności za rolę w Wyjeździe integracyjnym[6]